# فتح القدير للعاجز الفقير
فتح القدير للعاجز الفقير لابن الهمام الحنفي (788 / 790 هـ - 861 هـ) هو شرح على كتاب «الهداية في شرح البداية» للمرغيناني الحنفي (511 هـ - 593 هـ) كلاهما في الفقه الحنفي، ولهداية المرغيناني شروح كثيرة أخرى، لكن من أحسن هذه الشروح وأوسعها وأنفعها هو كتاب (فتح القدير) هذا إلا أن ابن الهمام توفي قبل أن يتمه؛ حيث وصل إلى باب الوكالة فأتمه شمس الدين أحمد «قاضي زاده الرومي» أفندي قاضي عسكر رومللي الحنفي (988 هـ) في كتابه «نتائج الأفكار في كشف الرموز والأسرار».  اقتصر ابن همام في أكثر مسائل كتابه على مذهب الأحناف، ويذكر أحيانًا قليلة غيره من المذاهب.